# Rai Sport 2
«Rai Sport 2» (Ра́й Спорт Ду́э) — итальянский спортивный телеканал государственной телерадиовещательной корпорации «Rai». Начал вещание 18 мая 2010 года.

## Программная политика
«Rai Sport 2» специализируется на так называемых в Италии «миноритарных» (мало- или не самых популярных и не обладающих большими финансовыми ресурсами) видах спорта.
Вместе с Rai Sport 1 транслирует тематические информационно-аналитические программы и прямые трансляции спортивных событий.